# 쇼카 가마쿠라 지진
쇼카 가마쿠라 지진(일본어: 正嘉鎌倉地震 しょうかかまくらだいじしん[*])은 율리우스력 1257년 10월 9일경 일본 간토 지방 남부에서 일어난 지진이다. 가마쿠라 지진(鎌倉大地震)이나 단순히 쇼카 지진(일본어: 正嘉地震 しょうかじしん[*])라고도 부른다. 아즈마카가미에서는 쇼카 원년 8월 23일(양력 10월 9일) 밤 8시 경에 지진이 일어났다고 기록되어 있다. 규모는 M7.0-7.5 사이로 추정되며 진원지역은 사가미만 해역으로 추정된다. 진원지 특성 상 사가미 해곡 거대지진으로 추정하는 설도 있다.
아즈마카가미에서는 다음과 같이 기록하고 있다.
23일 을묘, 맑음. 무시(20시) 경 지진이 일어났다. 지진이 일어나는 소리가 들렸다. 신사와 불사가 흔들러 온전한 것이 없었다. 산악이 무너지고 가옥이 무너졌으며 토담도 전부 파괴되었다. 군데 군데 땅이 무너지고 물이 솟아난 곳도 있었다. 하마다리 근처에서 큰 불이 일어났다.

廿［にじゅう］三日乙巳［きのとみ］。晴。戌の刻大地震。音有り。神社仏閣一宇として全きこと無し。山岳頽崩し、人屋顛倒す。築地皆悉く破損し、所々の地裂け水湧き出る。中下馬橋の辺地裂け破れ、その中より火炎燃え出る。色青しと。今日大慈寺供養御布施の事沙汰を致すべきの由、御教書を御家人等に下さるるなり。

이 지진으로 산사태가 일어나고 가옥이 붕괴되며 땅이 갈라지고 액상화현상 등이 관측되었다는 기록이 있다. 가마쿠라에서는 신사와 사찰에 화재가 일어나기도 했다. 또한 쓰나미도 관측되어 도호쿠 지방 태평양 연안 지역에도 쓰나미를 관측했다는 기록이 남아 있다.

## 같이 보기
- 미나미칸토 직하지진
- 가마쿠라 대지진